# تلینگیت
تلینگیت؛ همچنین به املای تلینکیت؛ روسی: Тлинкиты مردمان بومی ساحل شمال غربی آمریکای شمالی هستند.
زبان آنها زبان لینکیت (تلفظ شده [ɬɪ̀nkɪ́tʰ]) که به معنای «مردم جزر و مد» است. نام روسی Koloshi (از یک اصطلاح زبان آلوتیق برای رشته لب آویز که توسط زنان استفاده می‌شده‌است) یا آلمانی نام Koulischen ممکن است با اشاره به مردم در ادبیات تاریخی قدیمی تر، مانند نقشهٔ آمریکای روسیه توسط گریگوری شلیخوف در سال ۱۷۹۶ مواجه شویم.
برخلاف بسیاری از جوامع گوناگون که بر پایهٔ پدرسالاری عمل می‌کند، جامعهٔ تلینگیت بر اساس مادر سالاری می‌گردد. بدین معنی که در این سیستم خویشاوندی نوزادان از طرف طایفهٔ مادر به هم منسوب می‌شوند. دارایی و مسئولیت‌های اجتماعی یا فامیلی از مادر به ارث برده می‌شود. فرهنگ و جامعه آنها در جنگلهای بارانی معتدل جنوب شرقی سواحل آلاسکا و مجمع الجزایر اسکندر واقع در غرب اقیانوس آرام ایجاد و پرورش یافته‌است. مردم تلینگیت فرهنگ پیچیده شکارچی-گردآورنده را بر اساس یکنوع مدیریت تقریباً بی تحرک مراکز ماهیگیری حفظ کرده‌اند. یک گروه ساکن در اراضی داخلی، معروف به تلینگیت زمینی، در بخش شمال غربی استان بریتیش کلمبیا و منطقه جنوبی یوکان در کانادا ساکن هستند.

## قلمرو

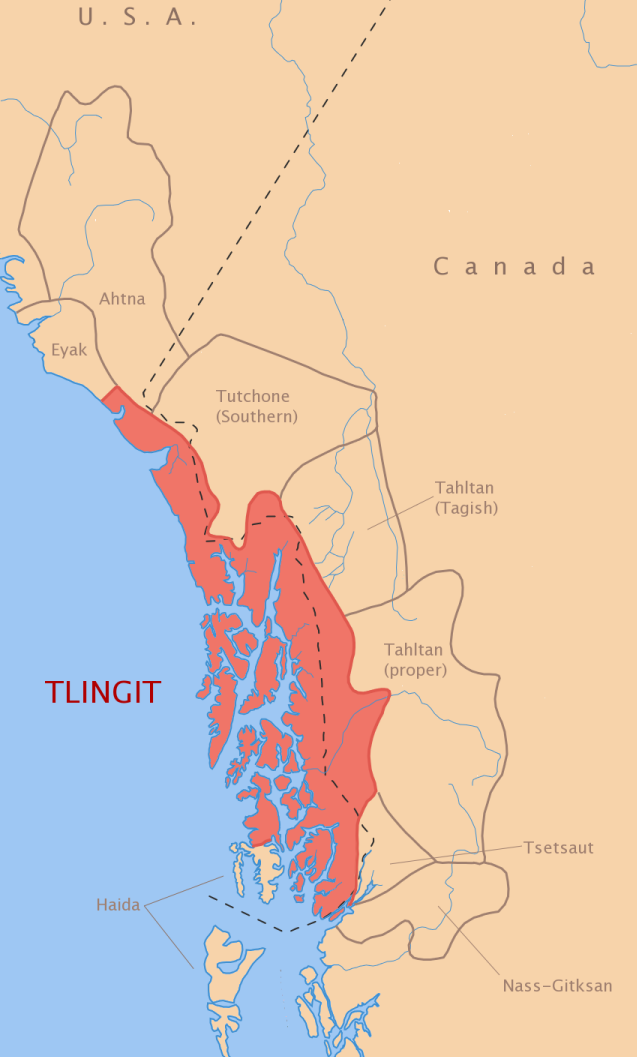
تلینگیت و مردم همسایه

از لحاظ تاریخی، بزرگترین منطقه ای که مردم تلینگیت در آن ساکن بودند، از کانال پورتلند در امتداد مرز فعلی بین آلاسکا و بریتیش کلمبیا، درست از شمال تا ساحل جنوب شرقی دلتای کاپر ریور (رودخانه مس) در آلاسکا ادامه دارد. تلینگیت تقریباً تمام مجمع الجزایر الکساندر را ساکن بودند، به جز جنوبی‌ترین انتهای جزیره پرنس ولز و اطراف آن، که مردم کایگانی هایدا درست قبل از اولین برخورد با کاشفان اروپایی به آنجا نقل مکان کرد.
یرای ورود به داخل قلمروی یوکان باید از یکی از سه گذرگاه کوهستانی که به‌طور کلی قبایل تلینگیت ساحلی آنها را تحت نظر داشتند باید عبور کرد. آنها به سه قبیله تقسیم شدند: چیلکات تلینگیت (Jilḵáat Ḵwáan) در امتداد رودخانه چیلکات و در شبه جزیره چیلکات، چیلکوت تلینگیت (Jilḵoot Ḵwáan) و تاکو تلینگیت (Tʼaaḵu Ḵwáan:) در کنار رودخانه تاکو مستقر بودند.
کوه‌ها و رودخانه‌های این نواحی اثرهای زیادی در فرهنک و روش زندگی قبایل تلینگیت «ساکن در خشکی» داشته‌است. آنان در مناطقی که در امتداد رودخانه‌های بزرگی که از درون کوه‌های ساحلی و کوه‌های سنت الیاس، َبه درون اقیانوس آرام می‌ریزند زندگی می‌کردند. رودخانه هائی مانند اَلسِک، چتچینچانی، رودخانهٔ تاکو، چیلکت، و استیکین رودخانه هائی هستند که مورد استفادهٔ قبایل خشکی نشین تیلینگیت قرار می‌گرفتند. با سفرهای منظم به بالای این رودخانه‌ها، تلینگیت‌ها شبکه‌های تجاری گسترده‌ای با قبایل آتاباسکی زبان در داخل کشور ایجاد کردند و معمولاً با آنها ازدواج می‌کردند. از این سفر و تجارت منظم، تعداد کمی از جمعیت نسبتاً بزرگ تلینگیت در اطراف دریاچه‌های آتلین، تسلین و تاگیش ساکن شدند که مصدر آن‌ها از مناطق نزدیک به سرچشمهٔ رودخانه تاکو می‌ریزد.
از آنجائیکه مردم تلینکیت دائماً در حال کوچ و عبور و مرور در سواحل غربی ایالات متحده وکانادا می‌باشند، و دارای محدوده اسکان نیستند، ترسیم قلمرو امروزی تلینکیت آسان نیست. در ضمن درگیر سایر نگرانی‌های پیچیده حقوقی و سیاسی هستند که وضعیت را گیج کننده می‌کند زیرا سطح تحرک نسبتاً بالایی در بین مردمشان وجود دارد. قلمروی جمعیت آنها با مردمان مختلف آتاباسکی زبان مانند تهلتان، کاسکا و تاگیش مشترک است. در کانادا، جوامع مدرن آتلین، بریتیش کلمبیا (مردم تلینگیت رودخانه تاکو)، تسلین، یوکان (شورای تلینگیت تسلین)، و کارکراس، یوکان (کارکراس که متعلق به مردمان اولیه تاگیش) هستند در محدودهٔ مسکونی تعیین شده به نام «رزرویشن» زندگی می‌کنند. اینان نمونه جوامع مختلف داخلی تلینگیت هستند.
بر خلاف بسیاری قبایل بومی ساکن در ۴۸ ایالت پیوسته آمریکا واقع در جنوب کشور کانادا، که در محدوده‌های جغرافیائی تعیین شده توسط دولت فدرال بنام «رزرویشن» زندگی می‌کنند، مردم مدرن تلینگیت در آلاسکا به‌طور خاص محدود به زندگی در رزرو نیستند، این نتیجه قانون حلّ و فصل دعاوی بومیان آلاسکا (ANCSA) است که در سراسر آلاسکا شرکت‌های منطقه‌ای را با مجموعه‌های پیچیده مالکیت زمین، به جای رزروهای محدود، که توسط دولت‌های قبیله‌ای اداره می‌شوند، تأسیس کرد. شرکت مذکور در منطقه تیلینگیت، شرکت انتفاعی سیالاسکا است که به تلینگیت و مردم هایدا و همچنین به مردم تْسْیمشیان در آلاسکا خدمات می‌دهد.
بسیاری از مردم تلینگیت در واحدهای خانوادگی هسته‌ای که در ایالات متحده آمریکا معمول است با مالکیت خصوصی مسکن و زمین زندگی می‌کنند. به‌طور کلی همگی آنان در اقتصاد تجاری آلاسکا مشارکت دارند. در نتیجه، بسیاری از آنها مالک زمین‌های توزیع شده‌ای هستند که قبل از تأسیس ANCSA به آنان داده شده‌است. علیرغم پیچیدگی‌های حقوقی و سیاسی، ناحیه ای که از لحاظ تاریخی توسط اخلاف تلینگیت اسکان یافته را می‌توان به‌طور منطقی به عنوان سرزمین مدرن آنها شناخت. مردم تلینگیت امروزه اراضی اطراف یاکوتات در جنوب تا پانهندل آلاسکا و از جمله دریاچه‌های داخل کانادا را به عنوان سرزمین اجدادی تلینگیت می‌دانند.

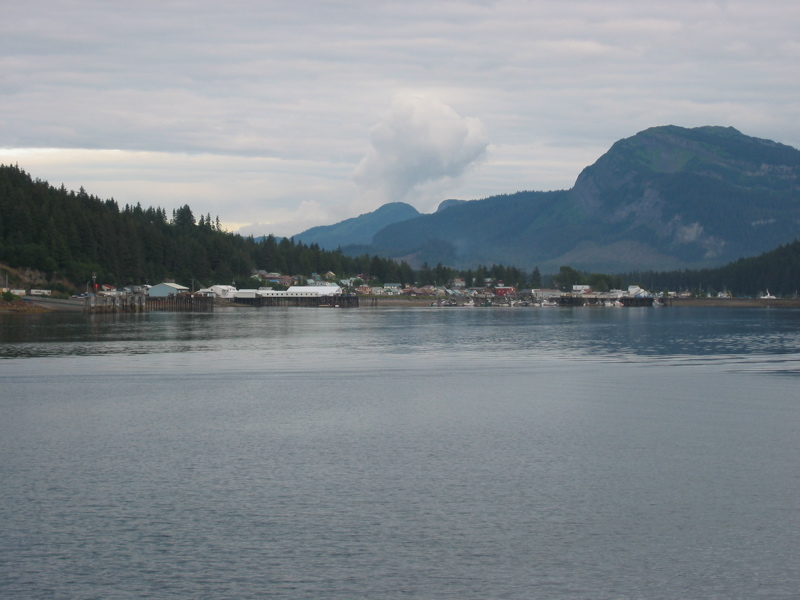
هونا، آلاسکا، یک دهکده سنتی تلینگیت در نزدیکی خلیج گلاسیر، خانه Xúnaa Kháawu

چهار بخش عمده قلمرو تلینگیت امروزی را می‌توان به موازات محیط زیست، بوم شناختی، گفتاری و فرهنگی تقسیم کرد:
- تلینگیت جنوبی منطقه جنوب خلیج فردریک را اشغال می‌کند و در شمالی‌ترین بخش جنگل سرو سرخ غربی زندگی کند.
- تلینگیت شمال که در شمال از خلیج فردریک تا کیپ اسپنسر شامل خلیج گلیشیر، و لین کانال زندگی می‌کنند. آنها گرم‌ترین و غنی‌ترین جنگل‌های سیتکااسپورس و هِملاک غربی را جزو قلمروی خود دارند.
- تلینگیت‌های داخلی در کنار دریاچه‌های داخلی بزرگ و زهکشی رودخانه تاکو و همچنین در جنوب یوکان زندگی می‌کنند. و به شیوه ای مشابه همسایگان آتاباسکی خود در جنگل‌های صنوبر زندگی می‌کنند.
- تلینگیت ساحل خلیج در امتداد نوار باریکی از خط ساحلی با پشتوانه کوه‌های شیب‌دار و یخچال‌های طبیعی گسترده، در شمال کیپ اسپنسر، و در امتداد ساحل خلیج آلاسکا تا خلیج کنترلر و جزیرهٔ کایاک زندگی می‌کنند. این قلمرو قابل آسیب توسط طوفان‌های اقیانوس آرام است.

اساس این گونه طبقه‌بندی‌های آکادمیک با توجه به خودشناسی و گروه‌بندی‌های مشابه در میان گروه‌های تلینگیت می می‌باشد؛ زیرا با تجربه و تحقیق در میان هر یک از این گروه‌های تلینگیت و همسایگان متفاوت آنها، تعاملات تجاری و فرهنگی و تفاوت در شیوه‌های برداشت محصول غذا، و تفاوت‌های دیالکتیکی در زبان به این شناسایی‌ها کمک کرده‌اند.

### قبایل یاḵwáans
| قبیله تلینگیت                              | IPA                 | ترجمه                                                                                     | محل روستا یا جامعه                      | انواع یا اقتباس‌های انگلیسی‌شده، باستانی                      |
| ------------------------------------------ | ------------------- | ----------------------------------------------------------------------------------------- | --------------------------------------- | ----------------------------------------------------------- |
| G̱alyáx̱ Ḵwáan                               | qaɬjáχ qʰʷá:n       | قبیله در مسیر ماهی قزل آلا                                                                | منطقه خلیج یاکاتاگا-کنترلر              | کالیاخ                                                      |
| Xoana Ḵáawu                                | Xuan:               | قبیله یا مردمی از جهت باد شمال                                                            | هونا                                    | مردم هونا                                                   |
| S'awdáan Ḵwáan                             | sʼawdá:n qʰʷá:n     | از S'oow ('یشم') daa ("در اطراف")، aan («زمین/کشور/دهکده») زیرا خلیج رنگ یشم در اطراف است | Sedum                                   | جمع                                                         |
| Tʼaḵjik.aan Ḵwáan:                         | tʼaqtʃikʔa:n qʰʷá:n | قبیله شهر ساحلی                                                                           | جزیره پرنس ولز شمالی                    | توکسکان                                                     |
| Laax̱aayík Kwáan:                           | ɬa:χa:jík qʰʷá:n    | درون مردم یخچال                                                                           | منطقه یاکوتات                           | یاکوتات                                                     |
| Tʼaaḵu Ḵwáan:                              | tʼa:qʰu qʰʷá:n      | غازها سیل اوپریور قبیله                                                                   | تاکو                                    | تاکو تلینگیت، مردم تاکو                                     |
| Xutsnoowú (معروف به Xudzidaa ) Ḵwáan       | xutsnu:wú qʰʷá:n    | قلعه خرس قهوه ای با نام مستعار قبیله چوب سوخته                                            | آنگون                                   | مردم هوچنو، هوچنو، کوتزناهو                                 |
| Hinyaa Ḵwáan                               | hinja: qʰʷá:n       | قبیله از آن سوی آب                                                                        | کلاووک                                  | هنیا                                                        |
| G̱unaax̱oo Ḵwáan                             | quna:χu: qʰʷá:n     | در میان قبیله آتاباسکان                                                                   | خلیج خشک                                | مردم گوناهو، مردم خلیج خشک                                  |
| Deisleen Ḵwáan:                            | tesɬi:n qʰʷá:n      | قبیله بزرگ Sinew                                                                          | تسلین                                   | Teslin Tlingit , Teslin People, Inland Tlinkit              |
| Shee Tʼiká (با نام مستعار Sheetʼká ) Ḵwáan | ʃi: tʼikʰá qʰʷá:n   | لبه بیرونی یک قبیله شاخه                                                                  | سیتکا                                   | سیتکا، شی آتیکا                                             |
| Shtaxʼhéen Ḵwáan                           | ʃtaxʼhí:n qʰʷá:n    | قبیله آب تلخ                                                                              | رانگل                                   | مردم Stikine , Stikine Tlingit                              |
| Jilḵáat Ḵwáan                              | tʃiɬqʰá:t qʰʷá:n    | از Chaal ("ذخیره غذا") xhaat ((قزل آلا) khwaan ("ساکنان"): قبیله کش ماهی قزل آلا          | کلوکوان                                 | مردم چیلکات                                                 |
| Áa Tlein Ḵwáan                             | ʔá: tɬʰe:n qʰʷá:n   | قبیله دریاچه بزرگ                                                                         | آتلین                                   | رودخانه تاکو Tlingit , Tlinkit داخلی                        |
| Ḵéex̱ʼ Kwáan                                | qʰí:χʼ qʰʷá:n       | گشایش روز (سپیده دم) قبیله با نام مستعار شهر که هرگز نمی‌خوابد                             | کاک                                     | مردم کاک                                                    |
| Taantʼa Ḵwáan                              | tʰa:ntʼa qʰʷá:n     | قبیله شیر دریایی                                                                          | فورت تونگاس (قبلا) و کتچیکان (امروز)    | مردم تونگاس                                                 |
| Jilḵoot Ḵwáan                              | tʃiɬqʰu:t qʰʷá:n    | قبیله چیلکوت                                                                              | هاینس                                   | مردم چیلکوت                                                 |
| Áakʼw Ḵwáan                                | ʔá:kʷʼ qʰʷá:n       | قبیله دریاچه کوچک                                                                         | خلیج اوکه                               | اوکی مردم                                                   |
| Kooyu Ḵwáan                                | kʰu:ju qʰʷá:n       | قبیله معده                                                                                | جزیره کویو                              | مردم کویو                                                   |
| Saanyaa Ḵwáan                              | sa:nja: qʰʷá:n      | قبیله جنوب                                                                                | روستای کیپ فاکس (قبلا) و ساکسمن (امروز) | ساانیا کوان، مالک شرکت ساکسمن است که مالک شرکت کیپ فاکس است |

## فرهنگ

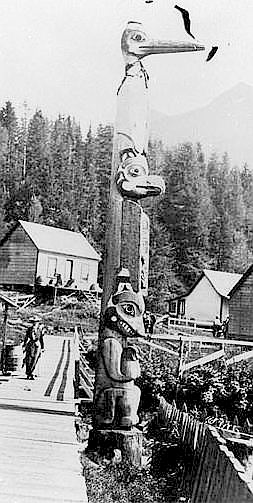
یک ستون (توتم) تلینگیت در کتچیکن، Ketchikan آلاسکا حدود ۱۹۰۱.

در فرهنگ مردم تلینگیت به اساس خانواده و خویشاوندی و همچنین به سنت غنی سخنوری تأکید بسیار زیادی شده‌است. این از ویژگی مردم ساحل شمال غربی ایالات متحده امروز در ساحل اقیانوس آرام است که به منابع غنی طبیعی دسترسی داشته و توانسته‌اند به راحتی از آنها استفاده کرده و بهره‌برداری کنند. همان‌طور که ثروت و اقتصاد رتبهٔ اجتماعی فرد را مشخص می‌کند، به همان نسبت سخاوت و بروز رفتار پسندیده نیز اهمیت دارد. هردو باهم نشانهٔ «پرورش خوب» و پیوند با اصل و نسب سطح عالی می‌باشد. هنر و معنویت تقریباً در همه زمینه‌های فرهنگ تلینگیت گنجانده شده‌است، حتی اشیاء روزمره مانند قاشق و جعبه‌های ذخیره‌سازی تزئین شده و آغشته به توانائی معنوی و باورهای تاریخی تلینگیت‌ها است. به‌طور کلی فرهنگ پذیرفته شدهٔ این قوم چند وجهی و عمیق است، و از دیدگاه دیگران، این از ویژگی‌های مردم ساحل شمال غربی ایالات متحده در ساحل اقیانوس آرام است که به منابع مهمی دسترسی داشته‌اند و توانسته‌اند از آنها به راحتی بهره‌برداری کنند.
جامعه هائیدا/تلینگیت وابسته به دو بخش خویشاوندی، گروه غُراب و گروه عقاب می‌باشد. این‌ها به نوبه خود به تیره‌های متعددی تقسیم می‌شوند که به دودمان یا گروه‌های خانگی شناخته می‌شوند. سیستم خویشاوندی آنها سیستم مادر تباری است؛ یعنی که نسب و ارث از خط مادر به فرزندان منتقل شده‌است. هر یک از این گروه‌ها علامت‌های مخصوص به خود دارند که بر روی: پست‌های خانه، ستونهای خویشاوندی که به یلم یا توتم، در ظروف جشن‌ها، در بافتنی‌ها، جواهر سازی و دیگر اشکال هنری گنجانده می‌شوند. یکی از رسوم تلینکیت‌ها تقدیم پتو به کسانی است که مورد اعتماد آنها واقع می‌شوند. فقط یک تلینگیت می‌تواند یکی از این پتوهای موجود در طایفهٔ خود را به ارث ببرد، و بعداً آن را به شخص مورد اعتماد خود منتقل کند. آن شخص مسئولیت مراقبت از آن پتو را بر عهده می‌گیرد اما حق مالکیت آنرا ندارد.

## فلسفه و دین

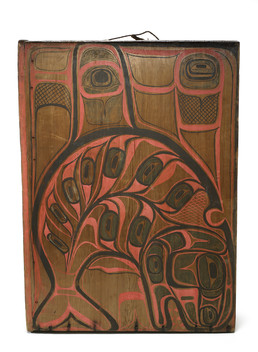
Kóok gaaw ، طبل، اواخر قرن نوزدهم. تصویر یک گرگ دریایی (اورکا) است.

اگرچه اندیشه و عقیده تلینگیت‌ها هرگز به‌طور رسمی تدوین نشده‌است، اما از نظر تاریخی یک نظام فلسفی و مذهبی نسبتاً سازمان یافته داشته‌است که توانسته دیدگاه و تعامل مردم تلینگیت را با جهان پیرامونشان پایه‌گذاری کند. تلینگیت‌ها به‌طور سنتی انیمیست بودند، یعنی عقیده داشتند که همهٔ موجودات دارای انرژی حیاتند و مقدس هستند. به این دلیل شکارچیان قبل از رفتن به شکار حیوانات مراسم پاکی و تلخیص خود را انجام می‌دادند. شامان‌ها، معمولاً مردان یا زنانی بودند که با دانش و شناسائی داروهای طبیعی، بیماری‌ها را درمان می‌کردند، بر آب و هوا تأثیر می‌گذاشتند، در شکار کمک می‌کردند، آینده را پیش‌بینی می‌کردند و مردمشان را در برابر رمل و اسطرلاب و جادوگری محافظت می‌کردند.
پس از رو به رو شدن با روس‌ها بسیاری از مردم تلینگیت شروع به پیروی از کلیسای ارتدکس شرقی کردند. مبلغان ارتدوکس روسی مراسم عبادت خود را به زبان تلینگیت ترجمه کرده بودند. گفته شده‌است که تلینگیت‌ها برای مقاومت در برابر همسان سازی با «شیوه زندگی آمریکایی» آن زمان که با کلیسای پرزبیتریانیسم مرتبط بود، به کلیسای مسیحیت ارتدوکس شرقی پیوستند. علت این تغییر عقیده آن بود که مردم تلینگیت در ارتباط با آمریکائی‌های اروپائی‌تبار در بین سال‌های ۱۸۸۶ و ۱۸۹۵م به بیماریهائی چون آبله وغیره، که برای آنان و شمن‌هایشان ناآشنا بود مبتلا شده و به بستر مرگ می‌افتادند، متوجه شدند که شامان‌هایشان توانائی درمان آن گونه بیماری‌های دنیای قدیم را نداشتند. پس از معرفی مسیحیت، سیستم اعتقادی تلینگیت شروع به فروریختن کرد.
با وجود اینکه بسیاری از سالمندان تلینگیت پیرو آئین مسیحی می‌باشند، گروهی از جوانان تلینگیت برای الهام، امنیت و احساس هویت شخصی به مذاهب سنتی و جهان بینی قبیله ای خود ناظرند. تلینگیتی معاصر باورمندیش به «آشتی مسیحیت و فرهنگ سنتی است.»

## زبان

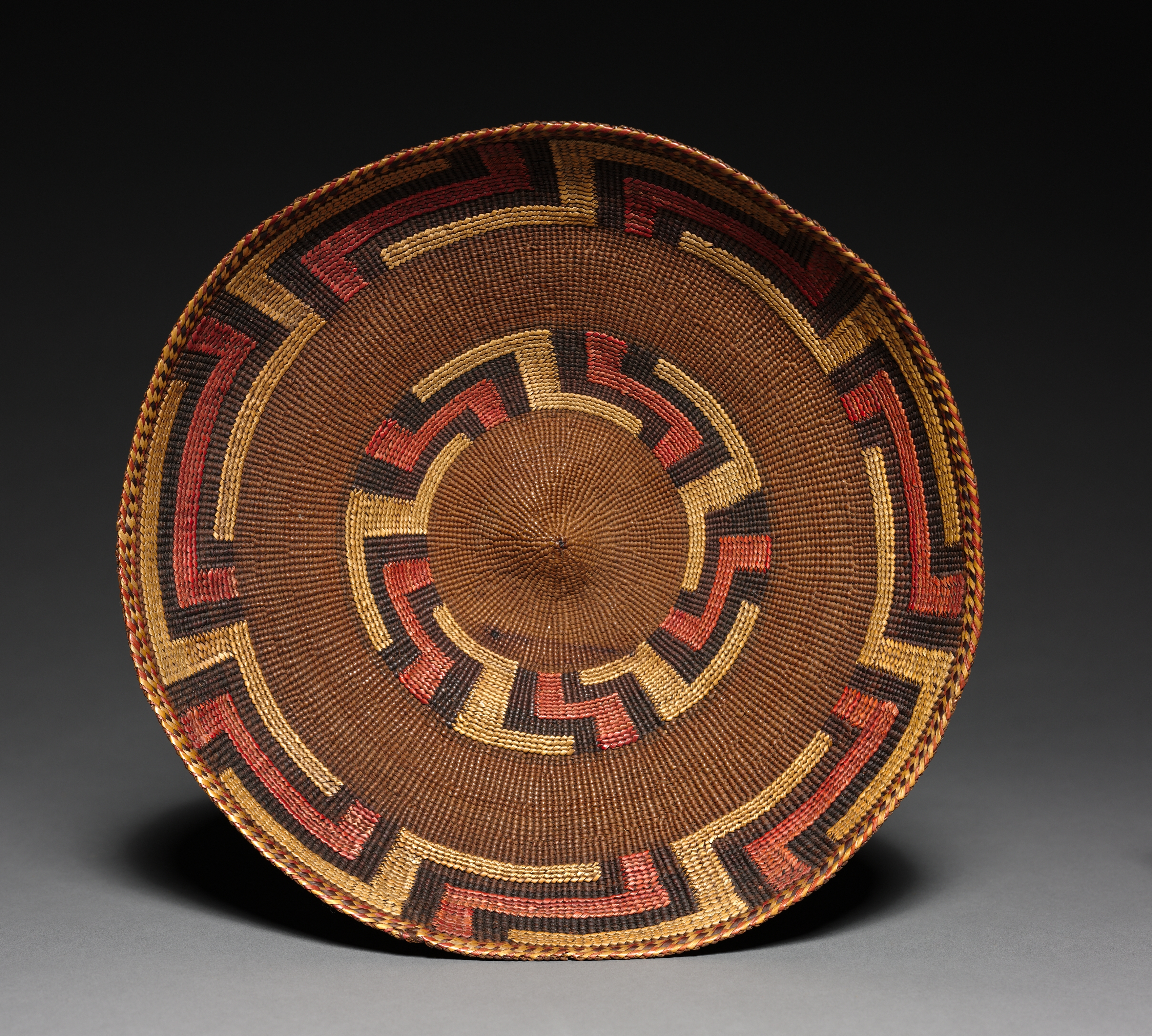
سینی سبد پیچ خورده تلینگیت، اواخر قرن نوزدهم، ریشه صنوبر، علف شنی آمریکایی، رنگدانه، موزه هنر کلیولند

لینگیت زبان مردم این قبیله است که در جنوب شرقی آلاسکا و غرب کانادا زندگی می‌کنند. این زبان از واج‌های خاصی استفاده می‌کند که تا بحال تقریباً در هیچ زبان دیگری پیدا نشده‌اند. دستور زبان آن بسیار مشکل به نظر می‌رسد. و روش صوتی آن برای کسانی که به آن آشنائی کامل ندارند پیچیده‌است.
قبایل، مؤسسات و زبان شناسان تلاش گسترده‌ای را برای برنامه‌های احیای زبان لینگیت در جنوب شرقی آلاسکا برای احیاء و حفظ زبان لینگیت و فرهنگ آن انجام می‌دهند. مؤسسه میراث سیالاسکا، مؤسسهٔ میراث گُلدبِلت و دانشگاه جنوب شرقی آلاسکا دارای برنامه‌های زبان لینگیت هستند و کلاس‌های اجتماعی در کلوک وان و آنگون، آلاسگا برگزار می‌شود.
لینگیت حدود ۲۰۰ تا ۴۰۰ گویشور بومی در ایالات متحده و ۱۰۰ سخنران در کانادا دارد. این افراد یا بکلی دوزبانه هستند که به هردو زبان لینگیت و انگلیسی تسلط کامل دارند یا تقریباً دوزبانه می‌باشند.

## مسکن
خانه‌های قبیله‌ای معمولاً مربع یا مستطیل شکل بودند و دارای طرح‌های خاصی در قسمت جلو ساختمان، و ستون‌های توتم بودند تا نشان دهند که سازنده‌ها به کدام قبیله و گروه تعلق دارند. گفته می‌شود که در طول تاریخ این خانه‌ها را که قبایل تلینگیت از چوب سرو و بدون استفاده از هیچ نوع چسب، میخ و هیچ وسیله‌ای برای بست قطعات چوب می‌ساختند، امروزه آنها را خانه‌های طایفه ای می‌نامند. پی ریزی این خانه‌ها طوری بود که ساکنین آن می‌توانستند وسایل خود را در زیر طبقات نگهداری کنند.

## اقتصاد
در اقتصاد تلینگیت به دو منبع درآمد می‌توان اشاره کرد، صنعت ماهیگیری و صنایع کارهای دستی. ماهیگیری از مشاغل مردان تلینگیت است. در بین کارهای زنان که با صنعت ماهیگیری ارتباط دارد استخدامشان در کارخانهٔ کنسروسازی است. آنان در صنایع دستی محلی نیز استخدام شده در بافتن سبدهای زیبا و منبت کاری یا کنده کاری روی چوب مهارت خاصی از خود نشان می‌دهند. این محصولات دستی برای مصرف محلی یا توریستی به فروش می‌رسد.

## تاریخ

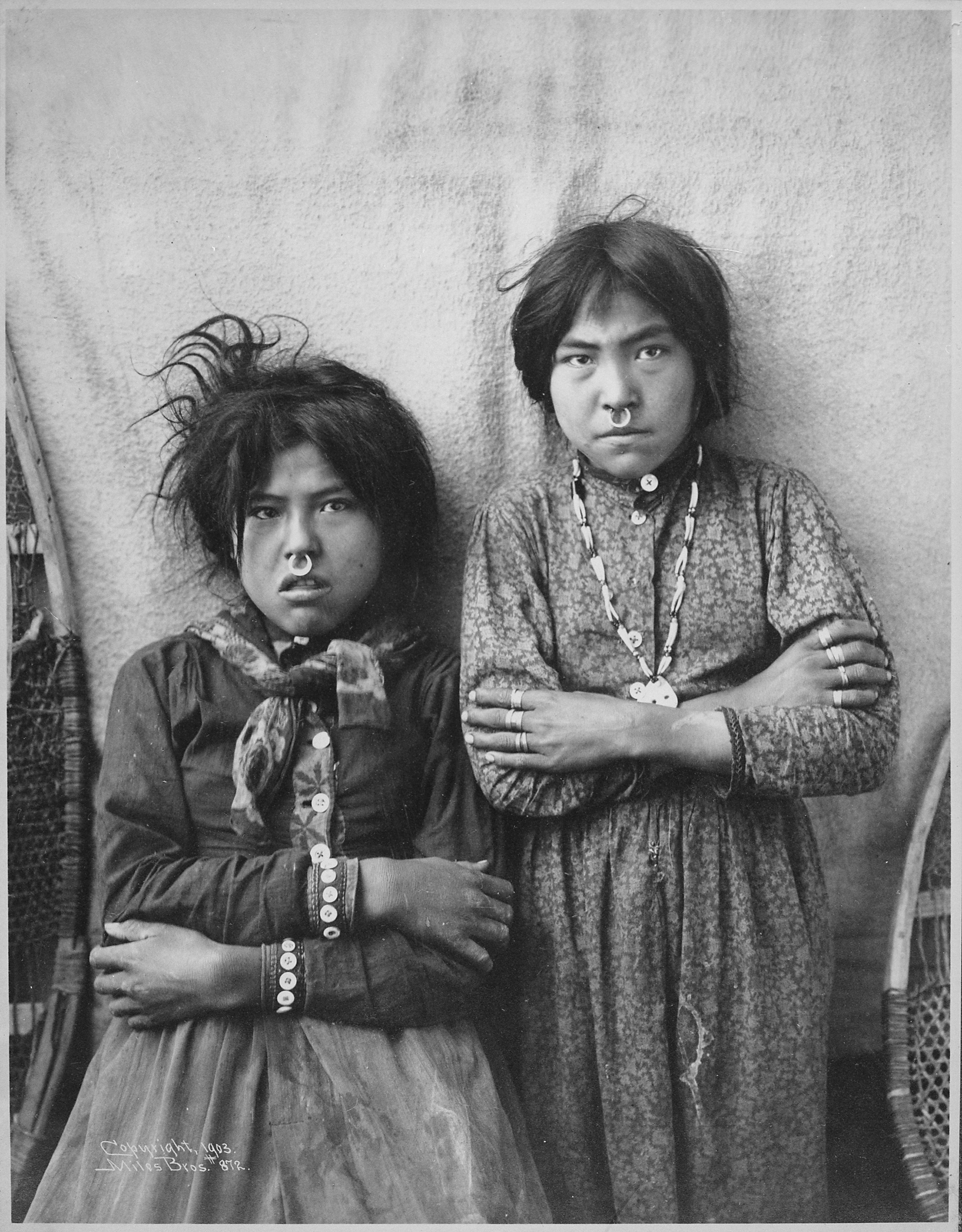
دو دختر تلینگیت، در نزدیکی رودخانه مس (آلاسکا)، ۱۹۰۳. عکس گرفته شده توسط برادران مایلز

فرهنگ انسانی با عناصر مربوط به تلینگیت حدود ۱۰٬۰۰۰ سال پیش در نزدیکی دهانه رودخانه‌های Skeena و Nass بوجود آمد. اولین تماس تاریخی تلینگیت با اروپایی‌ها در سال ۱۷۴۱(م) با کاشفان روسی انجام شد. و به دنبال آن‌ها کاشفان اسپانیایی در سال ۱۷۷۵ به قلمرو تلینگیت وارد شدند. تلینگیت‌ها استقلال خود را حفظ کردند اما از اپیدمی‌های آبله و سایر بیماری‌های عفونی که اروپایی‌ها آورده بودند رنج می‌بردند. گسترش آبله در شمال غربی آمریکای شمالی امروز، در سال ۱۸۶۲ حدود ۶۰٪ از تلینگیت سرزمین اصلی و ۳۷٪ از مردم جزیره نشین تلینگیت را از بین برد. فرهنگ‌های مختلف مردم بومی به‌طور مداوم قلمرو آلاسکا را برای هزاران هزار سال اشغال کرده‌اند و فرهنگ کنونی تلینگیت از آنچه بود باقی مانده‌است.

## غذا

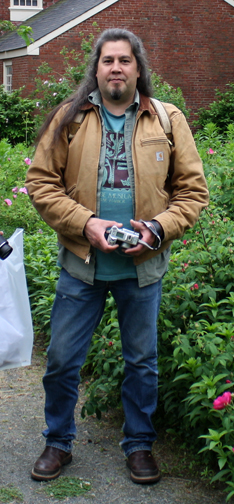
تامی جوزف، منبت‌کار و مجسمه‌ساز تلینگیت از سیتکا، آلاسکا

غذا بخش مرکزی فرهنگ تلینگیت است و زمین و دریا تأمین کننده غذا به حد وفور است. اگرچه تغدیه از محصولات ساحل دریا می‌تواند یک رژیم غذایی نسبتاً سالم و متنوع را فراهم کند، در میان مردم تلینگیت خوردن چیزی جز «غذای ساحلی» تحقیرآمیز بوده و نشانه ای از فقر محسوب می‌شود، با وحود اینکه بیشتر مواد غذائی زندگی جزر و مدی موجود در سواحل جنوب شرقی آلاسکا قابل برداشت آسان است. هم به دلایل معنوی و هم برای افزودن مقداری تنوع به رژیم غذایی، تلینگیت‌ها علاوه بر منابعی که به راحتی بیرون از درهای ورودی خود پیدا می‌کنند، منابع دیگری را برای برداشت غذا دنبال می‌کردند. در واقع، شامان‌ها و خانواده‌هایشان که جزو طبقهٔ دانایان طوایف مختلف بودند کلاً نباید از غذاهایی که از ساحل جمع‌آوری می‌شد استفاده می‌کردند. در ضمن ممکن بود مردانی قبل از جنگ یا فعالیت‌های شدید از خوردن غذاهای ساحلی خودداری کنند، به این باور که این امر آنها را از نظر روحی و شاید جسمی ضعیف می‌کند؛ بنابراین، هیچ منبع غذایی دیگری به اندازه ماهی قزل آلا مورد توجه قرار نمی‌گیرد. با این حال، فُک و حیوانات وحشی هم برای شکار به آسانی در دسترس سریع آنان قرار دارند.
از لحاظ مواد غذائی، تلینگیت به قدری غنی می‌باشد که در هر فصل سال مواد متنوعی برای تغذیه دارد. ماهی هالیبوت، صدفدارهای دریائی و جلبک دریایی به‌طور سنتی غذاهای مورد استفاده در فصل بهار بودند، در حالی که اواخر بهار و تابستان فوک و ماهی آزاد صید می‌شد. تابستان زمان جمع‌آوری انواع توت‌های وحشی مانند تمشک سرخ جنگلی، و توتهای خانگی مانند توت صابون و مویز است. در پاییز سمورهای دریایی شکار می‌شوند. شاه ماهی و ایولاکون نیز از غذاهای اصلی و مهم هستند که می‌توان آنها را به صورت تازه یا خشک خورد و برای استفاده در بعدی نگهداری کرد. ماهی گوشت، روغن و تخم مرغ را تأمین می‌کند. پستانداران دریایی مانند شیرهای دریایی و سمورهای دریایی برای مواد غذایی و پوشاک استفاده می‌شوند. تلینگیت در جنگل‌های نزدیک خانه‌های خود گوزن، خرس، بز کوهی و سایر پستانداران کوچک را شکار می‌کرد.

## ژنتیک
جالب است که توانسته‌اند مردم آینو در شمال ژاپن را به برخی از مردم بومی قاره آمریکا، به‌ویژه به جمعیت‌های ساحل شمال غربی اقیانوس آرام مانند تلینگیت پیوند دهند. این واقعیت را با تجزیه و تحلیل ژن‌های HLA I و HLA II و همچنین فرکانس‌های ژن HLA-A،B، و -DRB1، دریافته اند. دانشمندان توانسته‌اند که جد اصلی آینو و تلینگیت را حتی به گروه‌های پارینه سنگی در جنوب سیبری ردیابی کنند.

## افراد سرشناس تلینگیت
- الیزابت پراتروویچ (۱۹۱۱–۱۹۵۸)، مدافع حقوق مدنی
- Yeilxaak (ناشناخته-۱۷۹۱)، اولین رئیس کلوکوان که اروپایی‌ها با او روبرو شدند.
- X'unéi (ناشناخته)، یک رئیس قدرتمند یاکوتات که به جنگ با Yeilxaak رفت
- شوتریج (۱۸۱۷–۱۸۸۷)، رئیس و رهبر قدرتمند چیلکات تلینگیتس
- لوئیس شاتریج (۱۸۸۳–۱۹۳۷)، اشراف‌زاده تلینگیت و کلکسیونر آثار هنری آمریکایی، نوه رئیس شوتریج
- K'alyaan (1773-نامعلوم)، یک رئیس و رهبر که Tlingits علیه روس‌ها در نبرد Sitka رهبری کرد.
- نورا مارکس داوئنهاور (۱۹۲۷–۲۰۱۷)، شاعر، نویسنده و محقق
- لری مک نیل (متولد ۱۹۵۵)، عکاس
- تیلی پل (۱۸۶۳–۱۹۵۲)، مدافع حقوق مدنی و مربی
- ویلیام پل (۱۸۸۵–۱۹۷۷)، وکیل دادگستری
- کلاریسا ریزال (۱۹۵۶–۲۰۱۶)، بافنده Chilkat و Ravenstail
- والتر سوبولف (۱۹۰۸–۲۰۱۱)، محقق، بزرگان و رهبر مذهبی
- پرستون سینگلتری (متولد ۱۹۶۳)، هنرمند شیشه
- Jennie Thlunaut (حدود ۱۸۹۱–۱۹۸۶)، بافنده Chilkat
- بایرون مالوت (۱۹۴۳–۲۰۲۰)، ستوان فرماندار آلاسکا (۲۰۱۴–۲۰۱۸)
- ارنستین هیز (متولد ۱۹۴۵)، شاعر، حافظ و استاد دانشگاه
- دینو روسی (متولد ۱۹۵۹)، سیاستمدار
- مارتین سن مایر (متولد ۱۹۸۵)، بازیگر